# بروك ادامز (ممثلة)
بروك ادامز (بالإنجليزية: Brooke Adams)‏ هي منتجة أفلام وممثلة أمريكية، ولدت في 8 فبراير 1949 بنيويورك في الولايات المتحدة.

## أعمال

### أفلام
- (1974) غاتسبي العظيم
- (1978) أيام الجنة

## ترشيحات
- جائزة الروح المستقلة لأفضل ممثلة مساعدة (1993)

## وصلات خارجية
- بروك ادامز على موقع IMDb (الإنجليزية)
- بروك ادامز على موقع ألو سيني (الفرنسية)
- بروك ادامز على موقع أول موفي (الإنجليزية)
- بروك ادامز على موقع قاعدة بيانات برودواي على الإنترنت (الإنجليزية)
- بروك ادامز على موقع قاعدة بيانات الأفلام السويدية (السويدية)
- بروك ادامز على موقع إن إن دي بي (الإنجليزية)
- بروك ادامز على موقع قاعدة بيانات الفيلم (الإنجليزية)
- بروك ادامز على موقع كينوبويسك (الروسية)